# Pachyacris compressa
Pachyacris compressa är en insektsart som beskrevs av Rehn, J.A.G. 1941. Pachyacris compressa ingår i släktet Pachyacris och familjen gräshoppor. Inga underarter finns listade i Catalogue of Life.